# Tumeur du stroma endométrial
 (février 2014).
Si vous disposez d'ouvrages ou d'articles de référence ou si vous connaissez des sites web de qualité traitant du thème abordé ici, merci de compléter l'article en donnant les références utiles à sa vérifiabilité et en les liant à la section « Notes et références ».
Les tumeur du stroma endométrial surviennent chez des femmes d’âge moyen (moyenne 45 ans), souvent révélés par des saignements utérins (métrorragies).
On distingue une forme bénigne ou nodule stromal qui est bien limitée et une forme maligne infiltrante (sarcome stromal endométrial) dans laquelle on reconnaît une catégorie de faible grade avec peu de mitoses (sarcome stromal de bas grade ou myose stromale), endolymphatique et une forme de haut grade (sarcome stromal de haut grade).

## Anatomie pathologique

### Macroscopie
Les tumeurs stromales présentent un aspect mou jaune orangé. Elles peuvent faire saillie par l’orifice cervical. Le diagnostic initial se fait surtout par curetage utérin.

### Microscopie
- Prolifération monomorphe de petites cellules entourées par des fibres de réticuline, se condensant autour de petits vaisseaux.
- Petits foyers de hyalinisation collagène interstitielle
- Présence de cellules spumeuses dispersées et d'amas pseudo-épithéliaux.

### Immunohistochimie
À l'immunohistochimie, les cellules sont RE+, RP+.

### Diagnostic différentiel morphologique
La vascularisation marquée typique de ces tumeurs peut aboutir au diagnostic erroné d’hémangiopéricytome, en particulier dans les localisations métastatiques.

## Génétique
- Translocation chromosomique t(7;17)(p15;q21) avec réarrangement chromosomique JAZF1/JJAZ1.